# General Education Board
Das General Education Board war eine Stiftung, die die vorwiegend weiterführende Schulen und medizinische Fakultäten in den USA unterstützte. Außerdem unterstützte man Schulen in den ländlichen Gegenden der Südstaaten und förderte die landwirtschaftliche Forschung und Bildung. Die Stiftung wurde 1902 von  John D. Rockefeller und Frederick T. Gates gegründet. Rockefeller spendete  $180 Millionen Dollar, Gates übernahm den Vorsitz. Nachdem das Stiftungsvermögen bis 1950 weitgehend aufgebraucht wurde, löste man die Stiftung 1964 auf.

## Gründung und Ziele
Be it Enacted by the Senate and House of Representatives of the United States of America in Congress Assembled,

That William H. Baldwin Jr., Jabez L. M. Curry,

Frederick T. Gates, Daniel C. Gilman, Morris K. Jesup,

Robert C. Ogden, Walter H. Page, George Foster Pea-

body, and Albert Shaw, and their successors, be, and

they hereby are, constituted a body corporate of the

District of Columbia; that the name of such body cor-

porate shall be GENERAL EDUCATION BOARD and

that by such name the said persons and their successors

shall have perpetual succession.

Unter Abteilung 2 wird der Zweck benannt: „Die Förderung der Bildung innerhalb der Vereinigten Staaten von Amerika ohne Ansehen von Rasse, Geschlecht oder Glauben“ (Sec. 2. That the object of the said corporation shall be the promotion of education within the United States of America, without distinction of race, sex, or creed.)
Die Gesetzesvorlage wurde von Senator Nelson Aldrich, dem Schwiegervater von John Davison Rockefeller jr. durch Kongress und Senat gebracht und von Präsident Roosevelt im Januar 1903 unterzeichnet. Das Gründungskapital der Stiftung betrug $1 Million.
Im April 1905 übersandte Anna T. Jeanes, die eine eigene Stiftung in Louisiana unterhielt, an George Foster Peabody, dem Schatzmeister des General Education Board, einen Scheck über $200.000 zur Unterstützung von Schulen für People of Color in ländlichen Gebieten.
Am 30. Juni 1905 erhielt das GEB noch einmal $10.000.000 von John Davison Rockefeller und im Februar 1907 eine weitere Schenkung von Sicherheiten mit einem Marktwert von $32.000.000. In ihrem Dankesschreiben betonen die Vorstandsmitglieder Frederick T. Gates, John D. Rockefeller, JR., Daniel C. Gilman, Wallace Buttrick, Morris K. Jesup, E. Benjamin Andrews, Robert C. Ogden, Hugh H. Hanna, Walter H. Page, Starr J. Murphy, George Foster Peabody, Edwin A. Alderman,
Albert Shaw, Hollis B. Frissell, Harry Pratt Judson, dass dies die größte Summe ist, die jemals von einem Mann in der Menschheitsgeschichte für soziale oder philanthropische Zwecke gegeben wurde”. ("This is the largest sum ever given by a man in the history of the race for any social or philanthropic purposes.“)  Das General Education Board sei nun der Bewacher und Verwalter von einer Stiftungssumme von insgesamt dreiundvierzig Millionen Dollar. (..the guardian and administrator of a total trust fund of forty-three million dollars ($43,000,000).)
Als letzte Schenkung erhielt das GEB im Juli 1909 noch einmal $ 10.000.000 von Rockefeller.
Rockefeller jr. konnte sechs Mitglieder des Southern Education Boards zur Mitarbeit im Vorstand des GEB gewinnen, die ihre Erfahrungen aus dem Süden einbrachten. Unter der Leitung von Wallace Buttrick, ein Baptisten-Pfarrer wie Frederick Taylor Gates, der das GEB von 1902 bis 1917 als Geschäftsführer und 1917–1923 als  Präsident und danach 1923–1926 als Vorsitzender leitete, entwickelten sie gemeinsam mit  William H. Baldwin Jr. (Chairman 1902–1905) und Robert C. Ogden (Chairman 1905–1907) Pläne, die das  GEB zu der wichtigsten philanthropischen Stiftung auf dem Gebiet der Erziehung in der ersten Hälfte des 20. Jh. machten.
1904 beschreibt Gates enthusiastisch und voller Idealismus die Aufgabe des General Education Boards wie folgt:

“In our dreams, we have limitless resources and the people yield themselves with perfect docility to our molding hands.  The present educational conventions fade from our minds, and unhampered by traditions, we work our own good will upon a grateful and responsive rural folk!  We shall not try to make these people or any of their children into Philosophers or men of learning, or men of science.  We have not to raise up from among them authors, editors, poets or men of letters.  We shall not search for embryo great artists, painters, musicians nor lawyers, doctors, preachers, politicians, statesmen, of whom we have an ample supply. The task we set before ourselves is very simple as well as a very beautiful one, to train these people as we find them to a perfectly ideal life just where they are.  So we will organize our children and teach them to do in a perfect way the things their fathers and mothers are doing in an imperfect way, in the homes, in the shops and on the farm.”

„In unseren Träumen haben wir unbegrenzte Ressourcen und Menschen ergeben sich mit vollständiger Gelehrigkeit (Fügsamkeit) in unsere formenden Hände. Die gegenwärtigen pädagogischen Geflogenheiten verschwinden aus unseren Köpfen und, ungehindert durch Tradition, übertragen wir unseren eigenen guten Willen auf eine dankbare und empfängliche Landbevölkerung. Wir werden nicht versuchen, aus diesen Leuten oder einem ihrer Kinder  Philosophen oder Gelehrten oder Männer der Wissenschaft zu machen. Wir müssen nicht Schriftsteller, Pädagogen, Dichter oder Literaten unter ihnen aufziehen. Wir werden nicht nach den Keimen für große Künstler, Maler, Musiker, noch nach Anwälten, Ärzten, Predigern, Politikern, Staatsmännern suchen, von denen wir reichlich haben.
Die Aufgabe, die  wir uns gestellt haben, ist sowohl eine sehr einfache als auch eine sehr schöne, die Menschen, wie wir sie vorfinden, auszubilden für ein vollkommen ideales Leben, dort wo sie sind. So werden wir unsere Kinder anleiten und sie lehren in einer perfekten Art und Weise die Dinge zu tun, die  ihre Väter und Mütter in einer unvollkommenen Weise tun, in ihrem Zuhause, in den Handwerksbetrieben und auf der Farm.“

## Die Arbeit

Statistik über den Personenstand der Afro-Amerikaner 1890

Statistik des Schulbesuchs in den Südstaaten 1890 (Analphabeten)

Eigentlich hatte das  GEB geplant, hauptsächlich die Bildung der schwarzen Bevölkerung in den ländlichen Gebieten auszubauen, jedoch hatten sich bis 1905 drei Schwerpunkte entwickelt:
- 1.	Die Förderung der Arbeit in der Landwirtschaft in den Südstaaten
- 2.	Die Entwicklung von öffentlichen höheren Schulen in den Südstaaten
- 3.	Die Förderung der Höheren Bildung in den gesamten USA.

Während der ersten drei Jahre sammelten sie Berichte und machten eine Bestandsaufnahme des Erziehungswesens in den Südstaaten, wo 85 % der Bevölkerung auf dem Lande lebten und ihr Einkommen mit der Landwirtschaft verdienten. Nun wurde überlegt, mit welchen Mitteln man den Farmern das beste verfügbare Wissen in ihren Gemeinden vermitteln könnte. In Washington trafen sich einige Vorstandsmitglieder mit Seaman A. Knapp,  der 1903 in Terrell, Texas, mit der Bekämpfung des Baumwollkapselkäfers (Boll Weevil)  begonnen hatte. In Verfolgung dieses Ziels richtete Knapp Musterfarmen ein, wo die Farmer die Bekämpfung des Schädlings lernten. Knapp arbeitete nach dem Schneeball-Prinzip.  Die Erfolgreichen sollten dann anderen Bauern in der Nachbarschaft wiederum ihre neue Methode lehren. 1904 ernannte das Landwirtschaftsministerium ( Federal Department of Agriculture) Knapp zum Sonderbeauftragten für die Förderung der Landwirtschaft in den Südstaaten. Daraufhin beteiligte sich auch das GEB  an diesen Projekten, denn es gehörte zu ihrem Grundsatz, niemals EINZELPERSONEN zu unterstützen.
Die Bauern lernten einfache Dinge, wie z. B. gutes Saatgut auszusuchen, den Boden richtig zu bearbeiten oder zu pflügen, den Einsatz von Dünger,  die Pflanzen nicht zu eng zu setzen, damit sie Licht und Luft bekamen und nicht erstickten. Er warnte vor einer Überfrachtung mit Wissen, sondern arbeitete nach der Schritt-für-Schritt Methode, denn „der Durchschnittsmensch kann, wie eine Krähe, nur bis drei zählen“.  und er stellte „10 Gebote für die Landwirte“ auf, zu denen auch der Einsatz von mehr technischen Geräten und das Aufschreiben der Ausgaben gehörte. So wurde der Ertrag der Felder erhöht und der Farmer konnte mit seiner Ernte Geld verdienen.

### Die „Mais“ und „Tomaten“-Clubs der Landjugend
Knapp setzte seine Hoffnung auf die Jugend, die Landwirte der Zukunft, und hoffte, dass auch deren Eltern durch die Erfolge lernen würden. Die von ihm 1904 ausgehende Grundidee war, dass jeder Junge eigenverantwortlich auf einem Stück Land seines Vaters – wenn möglich – 1 acre Mais (corn) anpflanzen sollte, (also 4046,9 m² = ca. 200 × 200 m) und zur Belohnung den Ertrag seiner Ernte behalten durfte. So bildeten sich die „corn clubs“, die sich von Dorf- über Stadt- und County- bis zur Bundesstaatsebene bald organisiert hatten.
Vater und Sohn hatte Knapp mit seiner Idee erst einmal erreicht. Nun überlegte er, wie er an die Mütter und Töchter gelangen könnte, denn niemand durfte einfach sagen, dass der Haushalt schlecht geführt sei, ohne dass man ihn hinauswarf. Da kam ihm der Zufall zu Hilfe, als er von Miss Marie Cromer hörte, die in Aiken, South Carolina, mit ihren Schülerinnen Tomaten anpflanzte und in einer Dose (can) einmachte. Knapp wollte die Familie als Selbstversorger und regte die Schulen an, durch den Anbau von Obst und Gemüse und deren Verkauf Geld zu verdienen. Die erste Pflanze war die Tomate, die angebaut wurde. Während der Wachstumszeit konnten die Lehrer über die Einmachmethode und die Handhabung der tragbaren Ausrüstung unterrichtet werden. Wenn die Tomaten reif waren, kamen die Mädchen erst im Haus einer Familie und dann in der nächsten zusammen, um diese einzumachen. Dabei lernten sie die Notwendigkeit von unabdingbarer Sauberkeit, Sterilisieren, Beschriftung.
Die Vereine breiteten sich bald über die gesamten USA aus und mündeten in die Gründung der "4H Clubs" (head, heart, hands, health), deren Emblem ein vierblättriges Kleeblatt wurde.
Sogar der "New York Times" war das Engagement des GEB in den Clubs für Mädchen eine Schlagzeile wert.

### Der Smith-Lever Act von 1914
Am 8. Mai 1914 unterzeichnete Präsident Woodrow Wilson den Smith-Lever Act, das von Senator M. Hoke Smith aus Georgia und dem Kongressabgeordneten  Asbury Francis Lever aus South Carolina eingebracht worden war. Nach vielen Jahren der Diskussion zwischen dem Lehrerverband (NEA) und dem Landwirtschaftsministerium war es nach dem Regierungswechsel möglich geworden, dass das Gesetz, auch als „Agricultural Extension Act“ bekannt, ratifiziert worden. Die Landwirtschaftlichen Versuchsanstalten wurden darin verpflichtet, die Erkenntnisse aus ihrer Forschung „co-operativ“ an die Landwirte und Haushalte weiterzugeben, die auf dem Lande lebten und damit zu weit entfernt von den Colleges oder Universitäten. Der Unterricht sollte nun zu den Farmer vor Ort kommen – nach dem Vorbild von Seaman Knapp, der als „Vater der extension“ gilt. Einige der Colleges hatten diese Informationsarbeit bereits von sich aus betrieben, weil sie sie als notwendig ansahen, so auch z. B. Iowa oder Tuskegee. Auch das General Education Board hatte über Wallace Buttrick viele Fäden im Hintergrund gezogen und war froh, dass diese äußerst notwendige Arbeit nun auch gesetzlich geregelt war.

## Ausgaben bis 1914
Zur gegenwärtigen Zeit (1914) beträgt das Stiftungsvermögen $33.939.156,89, von dem $30.918.063,80 Vermögensstock sind und $3.021.093,09 Reservemittel. Das Brutto-Einkommen von diesen Einlagen betrug $2.417.079,62 für das Jahr 1913–14. Zusätzlich erzielte der Anna T. Jeanes Fond von $200.000 ein Bruttoeinkommen von $9.231,64.
| Zuwendungen des General Education Board bis 30. Juni 1914 | US-$          |                                    |
| --------------------------------------------------------- | ------------- | ---------------------------------- |
| Colleges and Universities                                 | 10.582.591,80 |                                    |
| Medical Schools                                           | 2.670.974.11  |                                    |
| Negro Colleges and Schools                                | 699.781,13    |                                    |
| Miscellaneous Schools                                     | 159.991,02    |                                    |
| Professors of Secondary Education                         | 242.861,09    |                                    |
| Southern Education Board                                  | 97.126,23     |                                    |
| Rural School Agents (both races)                          | 104.443,18    |                                    |
| Farm Demonstration Work — South                           | 925.750,00    | (including Boys' and Girls' Clubs) |
| Farm Demonstration Work in Maine and New Hampshire        | 50.876,45     | (including Boys' and Girls' Clubs) |
| Rural Organization Service                                | 37.166,66     |                                    |
| Educational Conferences                                   | 18.108,23     |                                    |
| Administrative Expenses                                   | 304.794.99    |                                    |
| Total                                                     | 15.894.364,89 |                                    |

Im Dezember 1919 überstellte John D. Rockefeller sen. dem GEB noch einmal Sicherheiten (bonds und Aktien) in Höhe von $ 50 Millionen.
In einem Schreiben von John D. Rockefeller sen. im Dezember 1919 an das GEB, bringt die Meinung der Öffentlichkeit zum Ausdruck, dass die Lehrer nicht ausreichend entlohnt werden und meint, dass für die Erziehung der Jugend alles getan werden müsse. Mit höchster Dringlichkeit fordert er umgehende Maßnahmen. Aufgrund des ersten Weltkrieges legte das GEB einen umfassenden Bericht 1928 vor, der Vergleichszahlen zwischen 1919–20 und 1926–27 ausweist mit den entsprechenden Erhöhungen der Besoldung.

## Einige Veröffentlichungen
- The General education board: an account of its activities, 1902–1914
- Changes needed in American secondary education. By Charles W. Elliot. General Education Board,  New York, N.Y 1916
- The Gary schools; a general account.  by Frank P. Bachmann and Abraham Flexner. General Education Board,  New York, N.Y . 1918
- Public Education in Delaware. Report to the Public School Commission of Delaware. General Education Board,  New York, N.Y . 1919
- Teacher training departments in Minnesota High Schools by Lotus D. Coffman.  General Education Board, New York, N.Y 1920
- Public Education in North Carolina. A report of the State educational commission of North Carolina. General Education Board, New York, N.Y 1921
- Public Education in Maryland A Report to the Maryland Educational Survey Commission by Frank P. Bachmann and Abraham Flexner. General Education Board New York, N.Y . 1921
- Teachers' salaries in certain endowed colleges and universities in the United States  by Trevor Arnett. General Education Board, New York N.Y 1921